# 伊予史談会
伊予史談会（いよしだんかい）は、1914年（大正3年）に創設された、愛媛県の地域史に関する私立研究機関。

## 伊予史談会の目的
（この節の出典：）
伊予史談会は、「愛媛県を中心とする歴史及び地理の研究並びに資料を蒐集保存すること」を目的としており、「毎月の例会の開催」、「年4回の『伊予史談』の発行」、「郷土史料の蒐集」を活動の3目的としている。

### 例会の開催
1914年（大正3年）5月10日に第1回例会が開かれて以来、2023年（令和5年）12月9日に第1292回例会に至るまで、ほぼ毎月開かれている。例外としては、1945年（昭和20年）7月27日の松山大空襲を受け中止した、8・9月例会の2回分、2020年（令和2年）以降の新型コロナウイルス感染症の感染拡大の影響を受け中止した、2020年（令和2年）3月 - 6月、2021年（令和3年）1月、4・5月、8・9月、2022年（令和4年）2・3月の11回分、計13回分がある。2022年（令和4年）4月10日第1272回例会以降は毎月開催している。

### 会誌『伊予史談』の発行
1915年（大正4年）5月15日に創刊された『伊予史談』は、現在に至るまで年4回発行されている。（合併号含む）ただし、1944年（昭和19年）、戦中・戦後直後の紙不足により、同年7月の117号をもって会誌『伊予史談』の発行を中止し、1948年（昭和23年）6月に118号が発行されるまで、発行は一旦中止された。118号以降は年4回発行され続けている。
1 - 390号の論文目録は愛媛県立図書館ホームページで公開されている。『伊予史談』は全巻が愛媛県立図書館に所蔵されているほか、特に閲覧が困難な戦前の1号（大正4年5月） - 117号（昭和19年7月）は1975年（昭和50年）に名著出版によって復刻されている。

### 郷土史料の蒐集
1916年（大正5年）からは県費補助を受け、図書・文書の購入・謄写を開始した。購入・謄写した図書・史料ははじめは西園寺源透居宅に保管されていたものの、保管場所不足のため、1925年（大正14年）一部を教育協会図書館に委託した。1929年（昭和4年）に、すべての図書・史料が愛国婦人会館に移された。この時から、蒐集された図書・史料は「伊予史談会文庫」と呼ばれるようになる。1935年（昭和10年）、伊予鉄道社長井上要の社長引退慰労金をもとに作られ開館した愛媛県立図書館に「伊予史談会文庫」は移され、現在も愛媛県立図書館に寄託されている。
戦後も、愛媛県の委託を受けて、1973 - 1978年（昭和48 - 53年）にかけて、県内各地に残っている史料の調査を、景浦勉を代表に、伊藤義一・桜井久次郎・田中歳雄・柳原多美雄・池内長良が調査団を組織して行い、1978年（昭和53年）に『郷土古文書等調査報告書』が発行された。

## 歴史
（この節の出典：）

### 創立当初
1914年（大正3年）5月10日、伊予史談会第1回例会が行われ、景浦直孝（稚桃）、西園寺源透（富水）、曽我部一郎（松亭）の3名を発起人として伊予史談会が創立され、会誌『伊予史談』（年4回刊行）が翌1915年（大正4年）5月15日に創刊された。翌1916年（大正5年）からは県費補助を受け、西園寺源透を中心として図書・文書の購入・謄写を開始した。

### 戦時中
1944年（昭和19年）、戦時下の紙不足により、同年7月の117号をもって会誌『伊予史談』の刊行を中止した。毎月の例会は1945年（昭和20年）7月8日に第367回例会を開いたものの、同月27日の松山大空襲を受け、8・9月例会は休会となったが、10月14日の第368回例会から再開した。会誌『伊予史談』は、用紙や印刷所の問題からなかなか復刊できなかったが、1948年（昭和23年）6月に118号が発行された。

### 『愛媛県史概説』、『愛媛県編年史』の編纂
1957年（昭和32年）、愛媛県史編纂委員会が発足し、三宅千代二が委員長、景浦勉、篠崎勝、田中歳雄、村上節太郎、柳原多美雄、和田茂樹が委員となり、伊予史談会関係者が多く参加して、1959 - 1960年（昭和34 - 35年）に『愛媛県史概説』が発行された。この『愛媛県史概説』を起点として、『愛媛県編年史』の編集も進められ、景浦勉を主査とし、伊藤義一、三浦章夫、三宅千代二、柳原多美雄、桜井久次郎が委員となり、ここでも伊予史談会関係者が多く参加して、1963 - 1975年（昭和38 - 50年）にかけて発行された。

### 『愛媛県史』の編纂
1979年（昭和54年）、「愛媛県史編さん条例」が制定された。『愛媛県史』の編纂・執筆にも、景浦勉、伊藤義一、田中歳雄、村上節太郎、西田栄、高須賀康生、清水正史、山内譲、村上憲市ら伊予史談会関係者が多く参加して、1982 - 1989年（昭和57 - 平成元年）にかけて発行された。

### 「伊予史談会文庫」の目録化と「伊予史談会双書」の出版
前述した、西園寺源透らによって蒐集された郷土史料である「伊予史談会文庫」は、愛媛県立図書館長であった越智通敏によって1977年（昭和52年）に目録化され、『伊予史談会文庫目録』（昭和52年版）が発行された。2003年（平成15年）には熊谷正文によって件名も目録に収録した『伊予史談会（和書）目録』（平成15年版）が発行された。2023年（令和5年）4月18日に、愛媛県立図書館ホームページ上で、「伊予史談会文庫」の目録が公開された。越智によって整理された「伊予史談会文庫」は、「伊予史談会双書」として『愛媛面影』が1980年（昭和55年）に発行されて以来、『伊予国藩政期史料集』が2015年（平成27年）に発行されるに至るまで26冊が発行されている。

### 「愛媛文化双書」の刊行
1970年（昭和45年）愛媛県立図書館館長越智通敏は、景浦勉・和田茂樹・野口光敏らに呼びかけ、愛媛県立図書館内に愛媛文化双書刊行会を組織し、簡便で読み易い郷土読本を出版することとした。「愛媛文化双書」は、秋田忠俊『愛媛の文学散歩 1 - 4』が1970年（昭和45年）に発行されて以来、柚山俊夫、『明治前期愛媛の行政区画』が2024年（令和5年）に発行されるに至るまで55冊が発行されている。

## 歴代会長・副会長
（この節の出典：）
|             | 幹事     | 幹事       | 幹事       | 幹事     | 幹事     | 幹事   | 幹事     | 幹事       | 幹事     |
| ----------- | -------- | ---------- | ---------- | -------- | -------- | ------ | -------- | ---------- | -------- |
| 1914        | 景浦直孝 | 西園寺源透 |            |          |          |        |          |            |          |
| 1915 - 1918 | 景浦直孝 | 西園寺源透 | 曽我部一郎 |          |          |        |          |            |          |
| 1919        | 景浦直孝 | 西園寺源透 | 曽我部一郎 | 三宅芳松 |          |        |          |            |          |
| 1920 - 1928 | 景浦直孝 | 西園寺源透 | 曽我部一郎 | 三宅芳松 | 菅菊太郎 |        |          |            |          |
| 1929 - 1932 | 景浦直孝 | 西園寺源透 | 曽我部一郎 | 三宅芳松 | 菅菊太郎 | 曽我鍛 |          |            |          |
| 1933 - 1935 | 景浦直孝 | 西園寺源透 | 曽我部一郎 | 三宅芳松 | 菅菊太郎 | 曽我鍛 | 松岡義雄 |            |          |
| 1936        | 景浦直孝 | 西園寺源透 | 曽我部一郎 | 三宅芳松 | 菅菊太郎 | 曽我鍛 | 松岡義雄 | 柳原多美雄 | 河野徳次 |

|             | 会長     | 副会長   |
| ----------- | -------- | -------- |
| 1937 - 1942 | 成川房幸 | 山本義晴 |
| 1943 - 1946 | 山本義晴 | 菅菊太郎 |

|             | 委員長     | 副委員長 |
| ----------- | ---------- | -------- |
| 1947 - 1952 | 五百木政一 | 景浦勉   |

|             | 会長       | 副会長     | 副会長     |
| ----------- | ---------- | ---------- | ---------- |
| 1953 - 1954 | 五百木政一 | 景浦勉     | 景浦勉     |
| 1955        | 武智鼎     | 景浦勉     | 景浦勉     |
| 1956 - 1979 | 宮脇先     | 景浦勉     | 景浦勉     |
| 1980 - 1989 | 景浦勉     | 伊藤義一   | 伊藤義一   |
| 1990 - 1997 | 景浦勉     | （不在）   | （不在）   |
| 1998        | 景浦勉     | 河合勤     | 武智利博   |
| 1999        | 景浦勉     | 武智利博   | 武智利博   |
| 2000 - 2007 | 武智利博   | 高須賀康生 | 門田恭一郎 |
| 2008 - 2016 | 高須賀康生 | 門田恭一郎 | 清水正史   |
| 2017 - 2024 | 山内譲     | 柚山俊夫   | 柚山俊夫   |
| 2025 - 現在 | 柚山俊夫   | 永井紀之   | 永井紀之   |

## 主要出版物

### 「伊予史談会双書」（第1 - 26集）
|        | 書名                                | 初版発行年 |
| ------ | ----------------------------------- | ---------- |
| 第1集  | 愛媛面影                            | 1980       |
| 第2集  | 今治夜話・小松邑志                  | 1981       |
| 第3集  | 四国遍路記集                        | 1981       |
| 第4集  | 伊予の古城跡                        | 1982       |
| 第5集  | 予章記・水里玄義                    | 1982       |
| 第6集  | 北藤録                              | 1982       |
| 第7集  | 大洲秘録                            | 1983       |
| 第8集  | 予松御代鑑                          | 1983       |
| 第9集  | 松山町鑑・三田村秘事録              | 1984       |
| 第10集 | 積塵邦語・大洲随筆                  | 1984       |
| 第11集 | 西海巡見志・予陽塵介集              | 1985       |
| 第12集 | 垂憲録・垂憲録拾遺                  | 1986       |
| 第13集 | 却睡草・赤穂御預人始末              | 1986       |
| 第14集 | 一遍聖絵・遊行日鑑                  | 1986       |
| 第15集 | 予陽郡郷諺集・伊予古蹟志            | 1987       |
| 第16集 | 大洲藩領史料要録・大洲領庄屋由来書  | 1987       |
| 第17集 | 諸事頭書之控                        | 1988       |
| 第18集 | 越智嶋旧記・澄水記                  | 1988       |
| 第19集 | 松山藩役録                          | 1989       |
| 第20集 | 手鑑・膾残録                        | 1989       |
| 第21集 | 古今記聞                            | 1991       |
| 第22集 | 伊予・和気・久米郡手鑑              | 1992       |
| 第23集 | 高串土居本 清良記巻七（親民鑑月県） | 2007       |
| 第24集 | 伊予国地理図誌（東予）              | 2009       |
| 第25集 | 伊予国地理図誌（中・南予）          | 2009       |
| 第26集 | 伊予国藩政期史料集                  | 2015       |

### 「愛媛文化双書」（1 - 56）
|    | 編著者等                                            | 書名                                            | 初版発行年 |
| -- | --------------------------------------------------- | ----------------------------------------------- | ---------- |
| 1  | 秋田忠俊                                            | 愛媛の文学散歩1 - 4                             | 1970       |
| 2  | 秋田忠俊                                            | 愛媛の文学散歩1 - 4                             | 1971       |
| 3  | 秋田忠俊                                            | 愛媛の文学散歩1 - 4                             | 1972       |
| 4  | 秋田忠俊                                            | 愛媛の文学散歩1 - 4                             | 1974       |
| 5  | 和田茂樹                                            | 愛媛の民俗芸能                                  | 1971       |
| 6  | ‐                                                   | 欠                                              | ‐          |
| 7  | 黒河健一                                            | 伊予のわらべ唄                                  | 1973       |
| 8  | 愛媛新聞社                                          | 奥の伊予路                                      | 1971       |
| 9  | 愛媛新聞社                                          | 旧街道                                          | 1973       |
| 10 | 景浦勉                                              | 伊予農民騒動史話                                | 1972       |
| 11 | 写真：風戸始 解説：越智二良                         | 子規と松山：写真集                              | 1972       |
| 12 | 朝日新聞松山支局                                    | 道後物語                                        | 1972       |
| 13 | 朝日新聞松山支局                                    | 別子物語                                        | 1974       |
| 14 | 越智通敏                                            | 沙門凝然                                        | 1972       |
| 15 | 河野正信                                            | 伊予絣                                          | 1973       |
| 16 | 愛媛大学山岳会                                      | 愛媛の山と渓谷 中予篇                           | 1973       |
| 17 | 写真：風戸始 解説：越智二良                         | 虚子のふるさと                                  | 1973       |
| 18 | 愛媛大学山岳会                                      | 愛媛の山と渓谷 東・南予篇                       | 1974       |
| 19 | 景浦勉                                              | 伊予の歴史上・下                                | 1974       |
| 20 | 景浦勉                                              | 伊予の歴史上・下                                | 1995       |
| 21 | 黒河健一                                            | 伊予のこども歳時記                              | 1975       |
| 22 | 森川国康                                            | 愛媛の自然                                      | 1975       |
| 23 | 星加宗一                                            | 伊予の俳諧：子規以前の配所と俳人                | 1975       |
| 24 | 秋田忠俊                                            | 伊予の石仏                                      | 1975       |
| 25 | 西岡千頭                                            | 星と宇宙の話                                    | 1976       |
| 26 | 松本麟一                                            | 伊予のことわざ                                  | 1976       |
| 27 | 池山一男 一色保子 鈴木玲子著 食文化を楽しくする会編 | 伊予の郷土料理                                  | 1976       |
| 28 | 和田良誉                                            | 伊予の民話                                      | 1976       |
| 29 | 山本四郎                                            | 愛媛の植物記                                    | 1977       |
| 30 | 越智通敏                                            | 一遍 遊行の跡を訪ねて                           | 1978       |
| 31 | 須田武男                                            | 中世における伊予の領主                          | 1978       |
| 32 | 野口光敏                                            | 伊予民俗ノート                                  | 1979       |
| 33 | 村上順一                                            | 伊予の姓氏                                      | 1980       |
| 34 | 愛媛新聞社                                          | 俳誌「ホトトギス」と愛媛                        | 1981       |
| 35 | 越智通敏                                            | 子規の夢 人と生活                               | 1982       |
| 36 | 和田茂樹                                            | 子規と周辺の人々                                | 1983       |
| 37 | 永井浩三                                            | 愛媛の地質                                      | 1983       |
| 38 | 渡部章正                                            | 松山城と道後温泉 渡部章正写真集                 | 1983       |
| 39 | 高市盛周                                            | 愛媛の明治・大正史                              | 1984       |
| 40 | 岸郁男                                              | 愛媛の山草                                      | 1985       |
| 41 | 越智通敏                                            | 正岡子規 人と文学                               | 1986       |
| 42 | 河合勤                                              | 愛媛の郷土部隊                                  | 1988       |
| 43 | 高須賀康生                                          | 愛媛の政治家                                    | 1988       |
| 44 | 景浦勉                                              | 伊予史あらかると                                | 1989       |
| 45 | 長井数秋                                            | 愛媛の考古学                                    | 1994       |
| 46 | 武智利博                                            | 愛媛の漁村                                      | 1996       |
| 47 | 日本庭園鑑賞会                                      | 伊予路の庭園                                    | 1996       |
| 48 | ‐                                                   | 欠                                              | ‐          |
| 49 | 篠原重則                                            | 愛媛の山村                                      | 1997       |
| 50 | 景浦勉                                              | 伊予史論集                                      | 2000       |
| 51 | 清水正史                                            | 伊予の道                                        | 2004       |
| 52 | 門田恭一郎                                          | 愛媛の水をめぐる歴史                            | 2006       |
| 53 | GCM庚申庵倶楽部                                     | 今日ありて 栗田樗堂その人と作品                 | 2008       |
| 54 | 犬伏武彦 川口智 花岡直樹 宮本光 山本茂愼            | 長州大工が遺した社寺建築 伊予・愛媛における足跡 | 2011       |
| 55 | 矢野徹志                                            | 近世伊予の画人たち 愛媛近世絵画の諸流           | 2016       |
| 56 | 山内譲                                              | 伊予の中世を生きた人々 鎌倉 - 南北朝時代        | 2021       |
| 57 | 柚山俊夫                                            | 明治前期愛媛の行政区画                          | 2024       |

### その他出版物
- 伊予史談会編、『郷土古文書等調査報告書』1 - 5、愛媛県、1974 - 1978年
- 伊予史談会編、（復刻）『伊予史談』1 - 5（1 - 117号）、名著出版、1975年
- 伊予史談会編、『伊予史談会文庫目録』、伊予史談会、1977年
- 伊予史談会編、『伊予史談会文庫（和書）目録』、愛媛文化双書刊行会、2003年
- 伊予史談会常任委員（当時）山内譲編、『古代・中世伊予の人と地域』、関奉仕財団、2010年
- 伊予史談会編、『伊予史談会創立100周年記念 伊予史談会所蔵絵図集成』、伊予史談会、2013年
- 伊予史談会編、『伊予史談会創立105周年記念 伊予の古地図 - 国絵図から村絵図まで - 』、伊予史談会、2018年
- 伊予史談会会長山内譲編、『伊予史談会創立110周年記念論集 近世・近代伊予の人と文化』、関奉仕財団、2023年